# Убийство Дэвида Эймисса
Британский политик-консерватор сэр Дэвид Эймисс был убит во время встречи с избирателями в церкви в городе Ли-он-Си в возрасте 69 лет. 25-летний молодой человек сомалийского происхождения нанёс ему множественные ножевые ранения, от которых парламентарий скончался на месте.
Это было первое убийство действующего британского депутата после убийства лейбористки Джо Кокс в июне 2016 года.

## Происшествие
Во время выступления Эймисса в церковном зале один из мужчин вышел из группы избирателей и несколько раз ударил его ножом.
Вскоре к месту происшествия прибыли вооруженные полицейские, медики и полицейские вертолеты. Предполагаемый убийца был задержан на месте, был установлен полицейский кордон. Медицинская бригада решила, что состояние Эймисса недостаточно стабильно, чтобы его можно было транспортировать, и продолжила работу на месте происшествия. Он был объявлен мёртвым менее чем через час. По заявлению полиции, убийство может быть мотивировано исламистскими идеями.
Задержанному 25-летнему Али Харби Али предъявили обвинения не только в убийстве Эймисса, но и в подготовке терактов.

## Реакции
Герцог и герцогиня Кембриджские дали краткое заявление, посвященное событию:
«Мы шокированы и опечалены убийством сэра Дэвида Эймисса, который посвятил 40 лет жизни служению своему сообществу.
Наши мысли и молитвы с его семьей, друзьями и коллегами.
Уильям и Кэтрин»
Оригинальный текст (англ.)We are shocked and saddened by the murder of Sir David Amess, who dedicated 40 years of his life to serving his community.

Our thoughts and prayers are with his family, friends and colleagues. W & C